# 藤堂高邁
藤堂 高邁（とうどう たかとう）は、伊勢久居藩の第13代藩主。久居陣屋の主。

## 生涯
天明6年（1786年）3月2日、第7代藩主・藤堂高敦（のちに津藩の第9代藩主・藤堂高嶷となる）の五男として生まれる。文化3年（1806年）8月に父が死去すると、久居藩主を継いでいた同母兄の高兌が10月12日に津藩主を継ぐこととなった。そのため、高邁が12月10日に久居藩主を継いだ。文化4年（1807年）12月16日、従五位下・佐渡守に叙位・任官する。
藩政では、兄と共同して藩財政の苦しい久居藩の再建に努めた。倹約や緊縮財政、自ら綿服を着用しての生活制限を行い、文化7年（1810年）6月24日には文武の奨励も行っている。文政元年（1818年）12月18日に家督を弟で養子の高秭に譲って隠居し、大膳亮に遷任する。

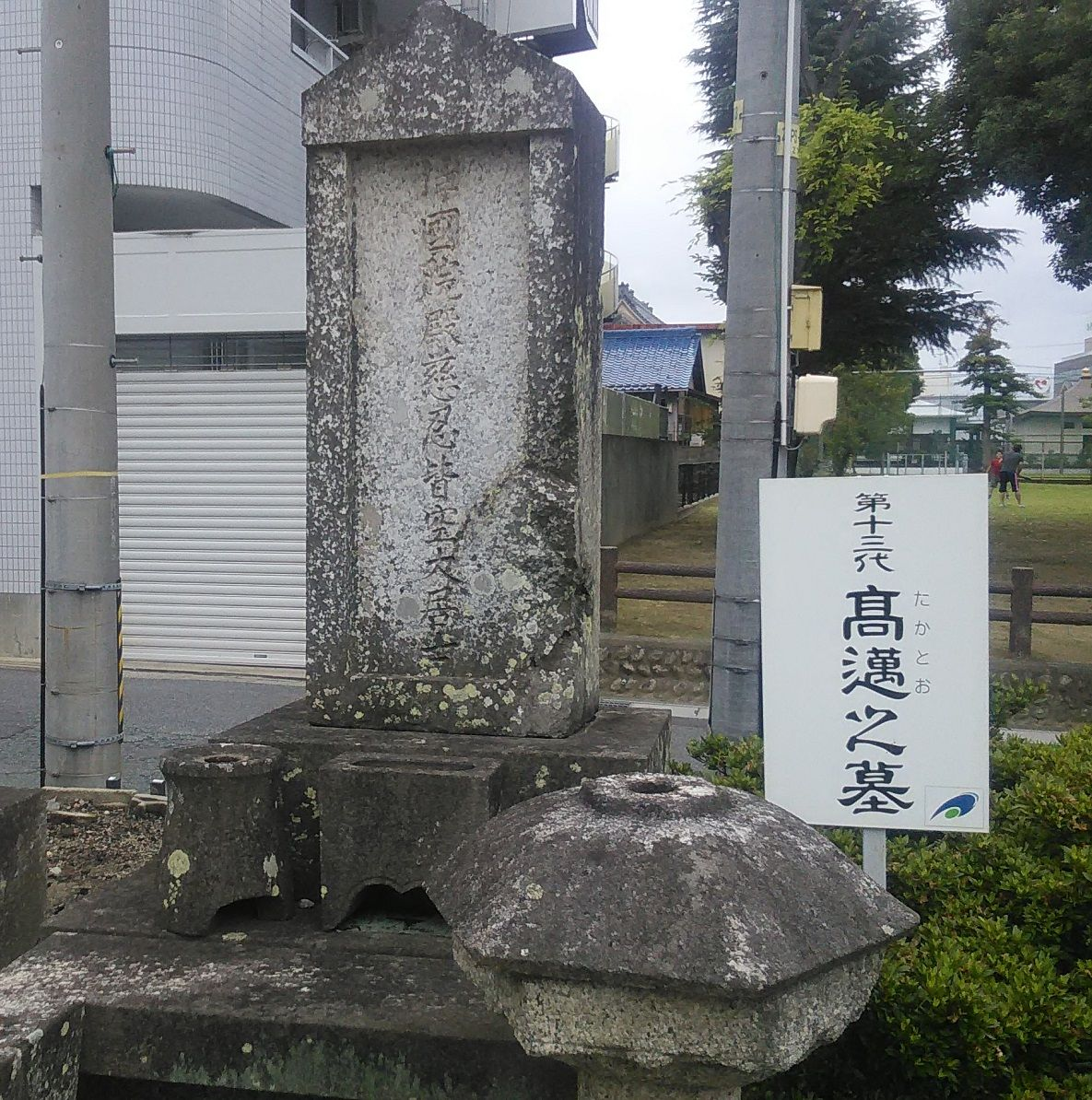
藤堂高邁の墓(津市寒松院)

文政11年（1828年）9月26日、久居で死去した。享年43。

## 系譜
父母
- 藤堂高嶷（父）
- 智峯院 - 今津氏（母）

子女
- 藤堂本子 - 藤堂信復室
- 藤堂広三郎
- 西川信三郎
- 隣
- 内田当之丞
- 藤堂重八郎
- 藤堂高聴（五男）
- 藤堂周子 - 西村五斤室
- 藤堂花子 - 服部竹助室
- 藤堂品子 - 箕浦少内室
- 藤堂清子 - 町井秀太郎室

養子
- 藤堂高秭 − 実弟